# Blechnum fontanesianum
Blechnum fontanesianum là một loài dương xỉ trong họ Blechnaceae. Loài này được Gaudich. mô tả khoa học đầu tiên năm 1829.
Danh pháp khoa học của loài này chưa được làm sáng tỏ. 